# Pete Brown (golfer)
Pete Brown (Port Gibson, 2 februari 1935 – Augusta 1 mei 2015) was een golfer, die als eerste Afro-Amerikaan een golftoernooi won op de Amerikaanse PGA Tour.
De jonge Pete Brown leefde nog in de tijd dat zwarten niet eens lid mochten worden op een golfclub en caddies niet in het clubhuis mochten komen. Hij begon als caddie en oefende buiten de golfbaan. Toen hij 19 jaar was, kreeg hij polio en lag bijna een jaar geheel verlamd in het ziekenhuis. Hij kreeg te horen dat hij waarschijnlijk nooit meer zou kunnen lopen, laat staan golf spelen. Na heel veel oefenen kon hij zijn handen weer bewegen, en na nog veel meer oefenen kon hij weer lopen.
In 1961 veranderde de Amerikaanse PGA haar statuten door 'Caucasians only' te verwijderen, waarna zijn vriend Charlie Sifford het eerste gekleurde lid werd. Hij ving dus de meeste klappen op, want er werd zwaar gediscrimineerd en veel sponsors wilden niet dat hij in 'hun' toernooi zou spelen. Brown had het als tweede zwarte lid wat minder moeilijk toen hij in 1963 PGA-lid werd. In 1964 won hij als eerste zwarte speler een toernooi op de PGA Tour.
Brown was twintig jaar head-pro op de Madden Golf Course in Dayton (Ohio). Hij speelde 17 jaar op de Amerikaanse Tour en vanaf 1985 nog even op de Senior Tour. Hij werd toegevoegd aan de National Black Golf Hall of Fame.
Brown en zijn echtgenote Margareth kregen zes dochters. Hij was 20 jaar lang de baas van het Madden Golf Course in Dayton (Ohio).
Hij overleed op 80-jarige leeftijd in Augusta (Georgia).

## Gewonnen
PGA Tour
- 1964: Waco Turner Open
- 1970: Andy Williams-San Diego Open op Torrey Pines

Elders
- Four time USG (Negro) National Open Champion
- Four time Long Star Open Champion
- Three time North & South Champion
- 1961: Michigan Open